# Malikisme
El malikisme —àrab: المالكية, al-mālikiyya, المذهب المالكي, al-maḏhab al-mālikī, o الفقه االماالكي, al-fiqh al-mālikī— és una de les quatre escoles jurídico-teològiques (o del fiqh) de l'islam sunnita, juntament amb el hanbalisme, el hanafisme i el xafiisme. Va ser fundada a Medina al segle viii de la mà de l'imam Màlik ibn Anas (715-795). Tot i recórrer a la tradició profètica i al dret consuetudinari de Medina, es caracteritza per la insistent recerca del principi de consens comunitari (o ijmà) a l'hora d'abordar qualsevol qüestió de jurisprudència islàmica. Des de la seva creació s'expandí per l'Àndalus i el Magrib, on és actualment l'escola predominant. També se segueix avui dia a l'Àfrica subsahariana islàmica. Entre els segles IX i XI, el centre més important d'estudis malikites va ser la Gran Mesquita de Kairuan, a Tunísia.